# يشوعداد المروزي
الأفسقف يشوعداد المروزي (بالسريانية: ܝܫܘܥܕܕ ܕܡܪܒ)‏ هو أحد أشهر مفسري الكتاب المقدس السريان في القرن التاسع الميلادي.
يرجع أصله إلى مدينة مرو بتركمنستان.
عين أسقفا على مدينة حديثة جنوب الموصل. ألف العديد من الكتب من التفسير والنحو السرياني. من أشهرها شرحه لسفر التكوين.